# Буркоманда III
Усман Буркоманда III аль-Кабір (бл. д/н — 1846) — 17-й мбанго (володар) і султан Багірмі в 1806—1846 роках. Лакаб аль-Кабір перекладається як «Великий».

## Життєпис
Походив з династії Кенга. Син мбанго Гауранга I. 1806 року той зазнав поразки від Сабуна, колака Вадаю, який захопив та стратив того. Більшість правлячої династії було відправлено до столиці переможця. Сабун призначив новим мбанго Багірмі Усмана Буркоманду, який на той час був дитиною.
Втім залежність Багірмі від Вадаю частина знаті та населення не визнала. Невдовзі оголосила правителем маламу (мулу) Н'Гармабу Біра. Останній повалив Буркоманду III. Але 1807 року за допомоги вадайських військ поновився на троні. Втім невдовзі владу захопив інший представник правлячої династії Мухаммад II. Втім того ж, 1807, року його було повалено.
В результаті Буркоманда III затвердився на троні. До 1815 року він повністю перебрав кермо управління державою. Намагався дотримуватися мирних відносин з султанатом Вадай. 1817 року надав допомогу поваленому маї Борну Дунамі IX проти шеху Мухаммада аль-Канемі. Втім у 1818 або 1819 році їх війська зазнали поразки у битві біля Нголо.
У 1821 року почалася відкрита війна між Борну і Багірмі через контроль за караванними шляхами. Першій допомогу надав Юсуф Караманлі, паша Триполі. 1824 року Буркоманда III зазнав тяжкої поразки від Борну, визнавши її зверхність. 
Після цього фактично припинив активну зовнішню політику, зосередивши увагу на розбудові держави. Підтримував работоргівлі, численні рейди людоловів на південь. В результаті решта панування була досить мирним, що сприяло відродженню міст. Можливому тому він отримав почесне прізвисько аль-Кабір.
Помер Буркоманда III 1846 року. Йому спадкував Абдул-Кадир II.